# قصاب (فیلم ۱۹۷۰)
قصاب (به فرانسوی: Le Boucher) فیلمی مهیج به کارگردانی کلود شابرول است که در سال ۱۹۷۰ منتشر شد. از بازیگران آن می‌توان به استفان اودران، ژان یان، و دومینیک زاردی اشاره کرد.